# 会稽道
会稽道，中华民国初期在浙江省设置的道。
1914年6月以清末宁绍台道区域置，治所在鄞县（今浙江宁波市）。属浙江省。辖鄞县、慈溪、奉化、镇海、象山、南田、定海、绍兴、萧山、诸暨、余姚、上虞、嵊县、新昌、临海、黄岩、天台、仙居、宁海、温岭等县。辖境约当今浙江省杭州市萧山区及诸暨、嵊州、新昌、天台、仙居、台州、温岭等市县以东，钱塘江、杭州湾以南（含舟山市）地区。1927年废。 